# Esqui estilo livre nos Jogos Olímpicos de Inverno de 2014 - Ski cross masculino
A competição do ski cross masculino do esqui estilo livre nos Jogos Olímpicos de Inverno de 2014 ocorreu no dia 20 de fevereiro no Parque Extreme Rosa Khutor, na Clareira Vermelha em Sóchi.

## Medalhistas
| Ouro   | FRA Jean-Frédéric Chapuis |
| Prata  | FRA Arnaud Bovolenta      |
| Bronze | FRA Jonathan Midol        |

## Programação
Horário local (UTC+4).
| Data            | Horário | Evento           |
| --------------- | ------- | ---------------- |
| 20 de fevereiro | 11:45   | Ranqueamento     |
| 20 de fevereiro | 13:30   | Oitavas de final |
| 20 de fevereiro | 14:05   | Quartas de final |
| 20 de fevereiro | 14:25   | Semifinais       |
| 20 de fevereiro | 14:41   | Final            |

## Resultados
| Pos. | Bib | Atleta                    | Tempo   | Diferença | Notas |
| ---- | --- | ------------------------- | ------- | --------- | ----- |
| 1    | 4   | SWE Victor Öhling Norberg | 1:15.59 | 0.00      | Q     |
| 2    | 2   | CAN Christopher Del Bosco | 1:15.91 | +0.32     | Q     |
| 3    | 8   | CAN Brady Leman           | 1:16.43 | +0.84     | Q     |
| 4    | 15  | FRA Jean-Frédéric Chapuis | 1:16.77 | +1.18     | Q     |
| 5    | 18  | AUS Anton Grimus          | 1:16.82 | +1.23     | Q     |
| 6    | 9   | CAN David Duncan          | 1:17.31 | +1.72     | Q     |
| 7    | 13  | SLO Filip Flisar          | 1:17.35 | +1.76     | Q     |
| 8    | 16  | SUI Armin Niederer        | 1:17.39 | +1.80     | Q     |
| 9=   | 3   | CZE Tomas Kraus           | 1:17.41 | +1.82     | Q     |
| 9=   | 12  | FIN Jouni Pellinen        | 1:17.41 | +1.82     | Q     |
| 11   | 17  | FRA Arnaud Bovolenta      | 1:17.48 | +1.89     | Q     |
| 12   | 5   | AUT Andreas Matt          | 1:17.55 | +1.96     | Q     |
| 13   | 7   | GER Daniel Bohnacker      | 1:17.59 | +2.00     | Q     |
| 14=  | 22  | AUT Christoph Wahrstötter | 1:17.72 | +2.13     | Q     |
| 14=  | 14  | AUT Thomas Zangerl        | 1:17.72 | +2.13     | Q     |
| 16   | 32  | RUS Sergey Mozhaev        | 1:17.83 | +2.24     | Q     |
| 17   | 24  | RUS Egor Korotkov         | 1:17.87 | +2.28     | Q     |
| 18   | 25  | NOR Didrik Bastian Juell  | 1:18.03 | +2.44     | Q     |
| 19   | 19  | GER Thomas Fischer        | 1:18.06 | +2.47     | Q     |
| 20   | 6   | USA John Teller           | 1:18.14 | +2.55     | Q     |
| 21   | 10  | FRA Jonas Devouassoux     | 1:18.32 | +2.73     | Q     |
| 22   | 28  | SWE Michael Forslund      | 1:18.33 | +2.74     | Q     |
| 23   | 20  | NOR Christian Mithassel   | 1:18.40 | +2.81     | Q     |
| 24   | 31  | AUS Scott Kneller         | 1:18.58 | +2.99     | Q     |
| 25   | 23  | NOR Thomas Borge Lie      | 1:18.69 | +3.10     | Q     |
| 26   | 29  | GER Florian Eigler        | 1:18.91 | +3.32     | Q     |
| 27   | 27  | SWE John Eklund           | 1:18.97 | +3.38     | Q     |
| 28   | 26  | AUT Patrick Koller        | 1:19.12 | +3.53     | Q     |
| 29   | 11  | FRA Jonathan Midol        | 1:19.57 | +3.98     | Q     |
| 30   | 1   | SUI Alex Fiva             | DNF     | -         | Q     |
| 31   | 21  | GER Andreas Schauer       | DNF     | -         | Q     |
| 32   | 30  | SUI Michael Schmid        | DNS     | -         | Q     |

### Fase eliminatória

#### Oitavas de final
| Pos. | Bib | Atleta                    | Notas |
| ---- | --- | ------------------------- | ----- |
| 1    | 1   | SWE Victor Öhling Norberg | Q     |
| 2    | 17  | RUS Egor Korotkov         | Q     |
| 3    | 16  | RUS Sergey Mozhaev        |       |
| 4    | 32  | SUI Michael Schmid        | DNS   |

| Pos. | Bib | Atleta               | Notas |
| ---- | --- | -------------------- | ----- |
| 1    | 9   | FIN Jouni Pellinen   | Q     |
| 2    | 8   | SUI Armin Niederer   | Q     |
| 3    | 24  | AUS Scott Kneller    |       |
| 4    | 25  | NOR Thomas Borge Lie | DNF   |

| Pos. | Bib | Atleta                | Notas |
| ---- | --- | --------------------- | ----- |
| 1    | 12  | AUT Andreas Matt      | Q     |
| 2    | 21  | FRA Jonas Devouassoux | Q     |
| 3    | 28  | AUT Patrick Koller    |       |
| 4    | 5   | AUS Anton Grimus      |       |

| Pos. | Bib | Atleta                    | Notas |
| ---- | --- | ------------------------- | ----- |
| 1    | 4   | FRA Jean-Frédéric Chapuis | Q     |
| 2    | 29  | FRA Jonathan Midol        | Q     |
| 3    | 13  | GER Daniel Bohnacker      |       |
| 4    | 20  | USA John Teller           | DNF   |

| Pos. | Bib | Atleta                    | Notas |
| ---- | --- | ------------------------- | ----- |
| 1    | 3   | CAN Brady Leman           | Q     |
| 2    | 19  | GER Thomas Fischer        | Q     |
| 3    | 14  | AUT Christoph Wahrstötter |       |
| 4    | 30  | SUI Alex Fiva             |       |

| Pos. | Bib | Atleta               | Notas |
| ---- | --- | -------------------- | ----- |
| 1    | 27  | SWE John Eklund      | Q     |
| 2    | 11  | FRA Arnaud Bovolenta | Q     |
| 3    | 22  | SWE Michael Forslund |       |
| 4    | 6   | CAN David Duncan     |       |

| Pos. | Bib | Atleta                  | Notas |
| ---- | --- | ----------------------- | ----- |
| 1    | 7   | SLO Filip Flisar        |       |
| 2    | 26  | GER Florian Eigler      |       |
| 3    | 10  | CZE Tomas Kraus         |       |
| 4    | 23  | NOR Christian Mithassel | DNF   |

| Pos. | Bib | Atleta                    | Notas |
| ---- | --- | ------------------------- | ----- |
| 1    | 18  | NOR Didrik Bastian Juell  | Q     |
| 2    | 31  | GER Andreas Schauer       | Q     |
| 3    | 2   | CAN Christopher Del Bosco |       |
| 4    | 15  | AUT Thomas Zangerl        |       |

#### Quartas de final
| Pos. | Bib | Atleta                    | Notas |
| ---- | --- | ------------------------- | ----- |
| 1    | 8   | SUI Armin Niederer        | Q     |
| 2    | 17  | RUS Egor Korotkov         | Q     |
| 3    | 1   | SWE Victor Öhling Norberg |       |
| 4    | 9   | FIN Jouni Pellinen        |       |

| Pos. | Bib | Atleta                    | Notas |
| ---- | --- | ------------------------- | ----- |
| 1    | 4   | FRA Jean-Frédéric Chapuis | Q     |
| 2    | 29  | FRA Jonathan Midol        | Q     |
| 3    | 21  | FRA Jonas Devouassoux     |       |
| 4    | 12  | AUT Andreas Matt          |       |

| Pos. | Bib | Atleta               | Notas |
| ---- | --- | -------------------- | ----- |
| 1    | 3   | CAN Brady Leman      | Q     |
| 2    | 11  | FRA Arnaud Bovolenta | Q     |
| 3    | 27  | SWE John Eklund      |       |
| 4    | 19  | GER Thomas Fischer   | DNF   |

| Pos. | Bib | Atleta                   | Notas |
| ---- | --- | ------------------------ | ----- |
| 1    | 7   | SLO Filip Flisar         | Q     |
| 2    | 26  | GER Florian Eigler       | Q     |
| 3    | 31  | GER Andreas Schauer      |       |
| 4    | 18  | NOR Didrik Bastian Juell |       |

#### Semifinais
| Pos. | Bib | Atleta                    | Notas |
| ---- | --- | ------------------------- | ----- |
| 1    | 4   | FRA Jean-Frédéric Chapuis | Q     |
| 2    | 29  | FRA Jonathan Midol        | Q     |
| 3    | 17  | RUS Egor Korotkov         |       |
| 4    | 8   | SUI Armin Niederer        |       |

| Pos. | Bib | Atleta               | Notas |
| ---- | --- | -------------------- | ----- |
| 1    | 3   | CAN Brady Leman      | Q     |
| 2    | 11  | FRA Arnaud Bovolenta | Q     |
| 3    | 26  | GER Florian Eigler   |       |
| 4    | 7   | SLO Filip Flisar     |       |

#### Finais
Pequena Final
| Pos. | Bib | Atleta             | Notas |
| ---- | --- | ------------------ | ----- |
| 5    | 17  | RUS Egor Korotkov  |       |
| 6    | 7   | SLO Filip Flisar   |       |
| 7    | 8   | SUI Armin Niederer |       |
| 8    | 26  | GER Florian Eigler | DNF   |

Grande Final
| Pos.              | Bib | Atleta                    | Notas |
| ----------------- | --- | ------------------------- | ----- |
| Medalha de ouro   | 4   | FRA Jean-Frédéric Chapuis |       |
| Medalha de prata  | 11  | FRA Arnaud Bovolenta      |       |
| Medalha de bronze | 29  | FRA Jonathan Midol        |       |
| 4                 | 3   | CAN Brady Leman           |       |

Legenda
| Recorde mundial      | Recorde mundial (World record)               |                       | Recorde africano                      | Recorde africano (African) |                                           | Q | Classificado por posição (Qualified) |
| Recorde olímpico     | Recorde olímpico (Olympic record)            | Recorde da América    | Recorde da América (Americas)         | q                          | Classificado por melhor tempo (Qualified) |   |                                      |
| Melhor marca do ano  | Melhor marca do ano (World leading)          | Recorde asiático      | Recorde asiático (Asian)              | DNS                        | Não largou (Did not start)                |   |                                      |
| Recorde nacional     | Recorde nacional (National record)           | Recorde europeu       | Recorde europeu (European)            | DNF                        | Não terminou (Did not finish)             |   |                                      |
| Recorde pessoal      | Recorde pessoal do atleta (Personal best)    | Recorde da Oceania    | Recorde da Oceania (Oceania)          | DSQ / DQ                   | Desclassificado (Disqualified)            |   |                                      |
| Recorde da temporada | Recorde da temporada do atleta (Season best) | Recorde sul-americano | Recorde sul-americano (South America) | NM                         | Sem marca (No mark)                       |   |                                      |